# Дајмонд Сити (Арканзас)
Дајмонд Сити (енгл. Diamond City) град је у америчкој савезној држави Арканзас.

## Демографија
По попису из 2010. године број становника је 782, што је 52 (7,1%) становника више него 2000. године.
| Група             | 2000.       | 2010.       |
| Белци             | 697 (95,5%) | 743 (95,0%) |
| Афроамериканци    | 0 (0,0%)    | 1 (0,1%)    |
| Азијати           | 0 (0,0%)    | 1 (0,1%)    |
| Хиспаноамериканци | 10 (1,4%)   | 17 (2,2%)   |
| Укупно            | 730         | 782         |